# Giuseppe Castiglione (gesuita)
Giuseppe Castiglione (郎世寧T, 郎世宁S, Láng ShìníngP; Milano, 19 luglio 1688 – Pechino, 17 luglio 1766) è stato un gesuita, missionario e pittore italiano.
Fu missionario in Cina dal 1715 alla morte (1766). Pittore alla corte imperiale di Pechino durante i regni di Kangxi, Yongzheng e Qianlong, creò uno stile originale di pittura che univa tecnica occidentale e orientale. I suoi capolavori sono conservati nei musei imperiali di Pechino e di Taipei.

## Biografia

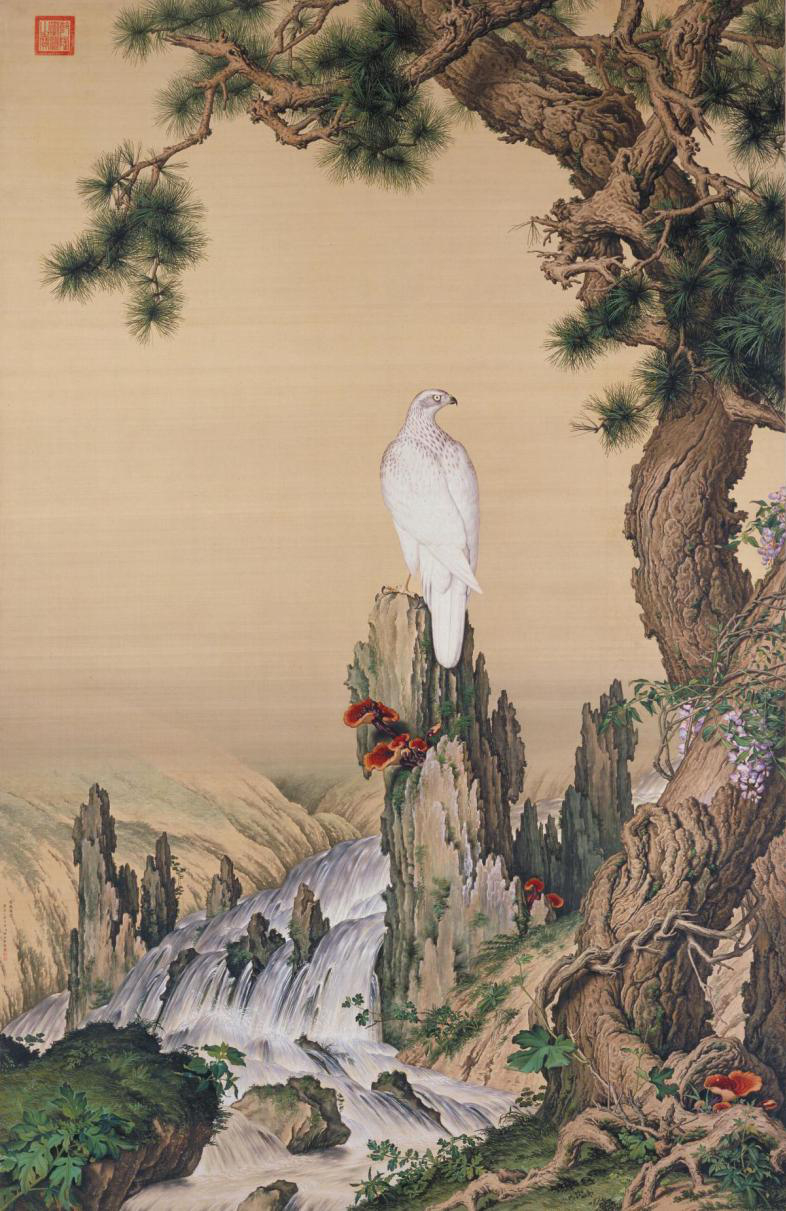
Le alte montagne offrono splendidi polipori, 1723-35

Giuseppe Castiglione nacque nella parrocchia di San Marcellino a Milano; il suo certificato di battesimo è conservato nell'archivio storico diocesano. Il 16 gennaio 1707 divenne gesuita entrando nel noviziato di Genova, dove sono ancora oggi conservate otto grandi tele a lui attribuite. Destinato alla missione cinese, per il fatto che l'imperatore di allora, Kangxi, richiedeva un pittore italiano di talento, si trasferì in Portogallo nel 1710, a Coimbra, in attesa dell'imbarco per l'Asia. A Coimbra dipinse la cappella del noviziato, e fece due ritratti per i figli della regina di Portogallo, ora perduti.

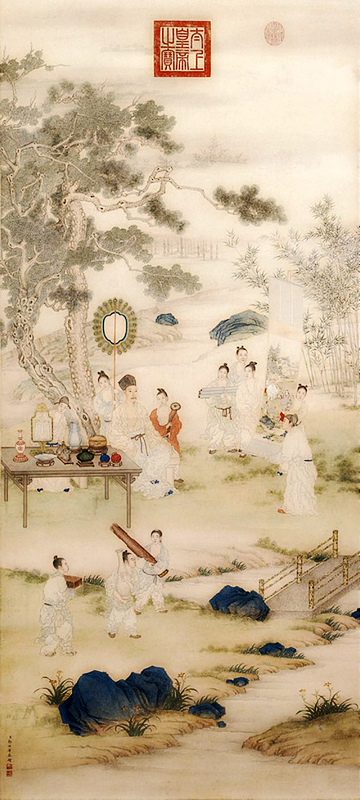
L'Imperatore Qianlong che esamina dei quadri, 1746-c.1750

Partito da Lisbona nel 1714, dopo essersi fermato a Goa, Macao e Canton, nel 1715 arrivò come missionario in Cina, pittore alla corte imperiale di Pechino. All'inizio, sotto l'imperatore Kangxi lavorò in collaborazione con altri artisti, ma di quel tempo non sembra esserci pervenuta nessuna opera compiuta esclusivamente da Castiglione. Durante la sua permanenza in Cina, Castiglione assunse il nome di Láng Shìníng (郎世寧, Pace del Mondo).

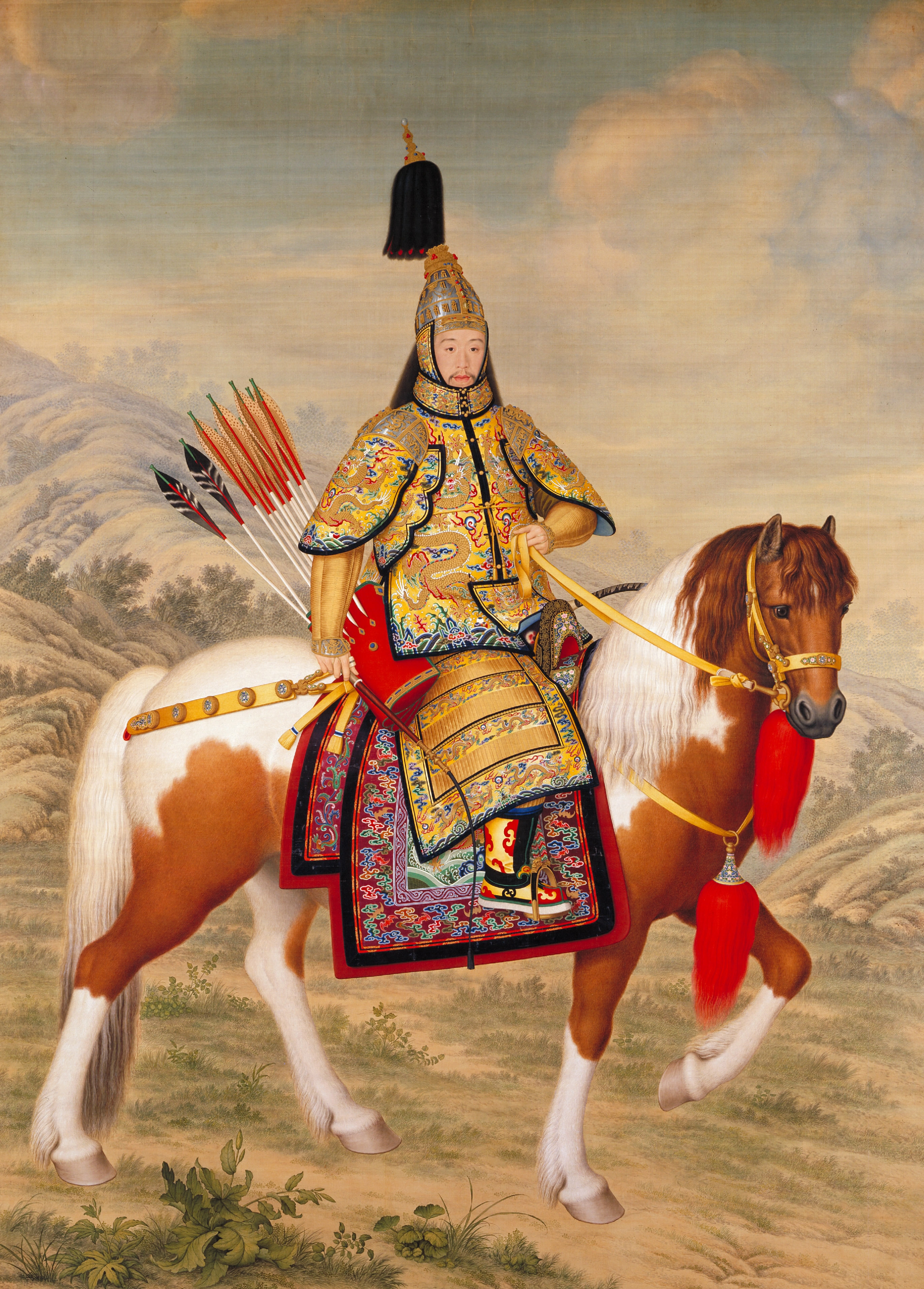
L'imperatore Qianlong in armatura cerimoniale, 1758.

Kangxi morì nel 1722 e il suo successore Yongzheng permise all'artista milanese di rimanere a corte come pittore.
Il terzo imperatore sotto cui Castiglione lavorò fu Qianlong, uomo di vedute aperte e grande amante di arte e cultura. Castiglione passò 51 anni come pittore di corte dipingendo svariati soggetti. Creò un genere unico, fatto di una miscela di pittura europea e dell'estetica della migliore società cinese del XVIII secolo. Particolarmente importanti sono i ritratti dell'imperatore e delle sue concubine, straordinariamente apprezzati a corte, e dei cavalli imperiali, soprattutto il lungo rotolo dei cento cavalli e il dipinto verticale degli otto cavalli, conservati nel museo del Palazzo di Taipei.
La sua fama e la sua grandezza come artista fecero sì che Qianlong affidasse a Castiglione la progettazione e il completamento delle fontane e delle decorazioni dei padiglioni in stile occidentale all'interno dei giardini del Vecchio Palazzo Estivo. Per questa grande costruzione, Castiglione riunì una squadra di artisti occidentali, tra cui l'architetto francese Michel Benoist, anch'egli gesuita, e insieme a questi lavorò per la costruzione e il completamento di quei padiglioni che divennero un luogo favorito per i pomeriggi dell'imperatore e delle concubine. È attribuita a Castiglione anche la realizzazione dei dodici bronzi che ornavano la fontana zodiacale di Yuanming Yuan, disegnata da Michel Benoist. Purtroppo gli interi padiglioni occidentali del Vecchio Palazzo Estivo vennero poi distrutti dalle truppe anglo-francesi nel 1860, per cui oggi sono visitabili solo le rovine.
Giuseppe Castiglione morì a Pechino il 17 luglio 1766. L'imperatore Qianlong, ormai suo grande amico e ammiratore, ordinò che venissero svolti in suo onore i funerali imperiali, corrispondenti al suo alto rango di mandarino di seconda classe.

## Restituzione dei bronzi della fontana
Il governo cinese sta cercando di recuperare i beni saccheggiati durante le incursioni straniere che hanno portato alla devastazione del Vecchio Palazzo Estivo. Nel 2009 due delle teste di bronzo disegnate da Castiglione per il Vecchio Palazzo Estivo imperiale di Pechino sono andate all'asta a Parigi per 30 milioni di euro, asta vinta da un cinese, il signor Cai Mingchao, il quale però poi non ha pagato con la motivazione: "questi oggetti appartengono alla Cina e devono tornare in Cina". La famiglia Pinault ha poi comprato le teste di bronzo e le ha donate al governo cinese nel giugno 2013.

## Televisione
Nel 2005, fu il protagonista della serie televisiva cinese Palace Artist, interpretata dall'attore canadese Mark Rowswell (famosissimo in Cina con il nome d'arte di Dashan) e trasmessa dalla China Central Television (CCTV), la principale emittente cinese.
Un nuovo docu-drama su Giuseppe Castiglione, intitolato Giuseppe Castiglione in Cina: pittore imperiale umile servo è stato realizzato dal Kuangchi Program Service, Taipei, in collaborazione con Jiangsu Broadcasting Corporation, Nanchino, per la messa in onda sulla televisione nazionale cinese (CCTV) nella primavera 2015.
Nell'aprile 2015 la Jiangsu Broadcasting Corporation ha trasmesso il docu-drama raccogliendo una audience di oltre 360 milioni di telespettatori.

## Mostre con opere di Castiglione in Italia
Nel 1990 capolavori di Castiglione furono portati a Torino per una mostra nel palazzo reale di Venaria.
Nel 2007 la mostra "Capolavori dalla città proibita. Qianlong e la sua corte" organizzata dalla Fondazione Roma nel Museo di via del Corso, ha esposto quattro capolavori di Giuseppe Castiglione prestati per l'occasione dal Museo della Città Proibita di Pechino.
Nel 2015 (dal 31/10 al 31/01/2016) l'Opera di Santa Croce, a Firenze, allestisce la mostra "Nella lingua dell'altro. Giuseppe Castiglione gesuita e pittore in Cina": è la prima mostra monografica sul pittore in Italia, organizzata in collaborazione col Museo del Palazzo Nazionale di Taipei per celebrare il terzo centenario dell'arrivo di Castiglione in Cina.

## Influenza culturale
A Castiglione è intitolato il cratere Castiglione su Mercurio.